# Joseph Blake (Gouverneur)
Joseph Blake (getauft 26. April 1663 in Bridgwater, Somerset, England; † 7. September 1700 in der Province of Carolina) war ein englischer Gouverneur des südlichen Teils der Province of Carolina, dem heutigen US-Bundesstaat South Carolina.

## Lebenslauf
Joseph Blake war ein Neffe von Admiral Robert Blake. Seine Eltern waren Benjamin Blake and Elizabeth Wilson. Im Taufregister von Bridgewater in der Grafschaft Somerset ist sein Taufeintrag unter dem 26. April 1663 vermerkt. Diese Grafschaft war in der zweiten Hälfte des 17. Jahrhunderts eine Hochburg von religiös motivierten Abweichlern von der Church of England. Viele von ihnen mussten unter dem Druck der Staatsmacht daher in die englischen Kolonien in Amerika auswandern. Zu dieser Gruppe gehörte auch Joseph Blake, der im Jahr 1683 in die Province of Carolina übersiedelte. Im Jahr 1689 war er bereits in der kolonialen Politik aktiv. Er war zeitweise Mitglied im Großen Rat (Grand Council) der Kolonie. Nach dem Tod von Thomas Smith wurde er im November 1694 zu dessen Nachfolger als Kolonialgouverneur bestellt. Dieses Amt bekleidete er zunächst bis zum 17. August 1695. Um diese Zeit erwarb er auch größere Ländereien. Im August 1695 wurde John Archdale, der in den Quellen als sein Onkel bzw. sein Cousin bezeichnet wird, zu seinem Nachfolger berufen. Dessen kurze Amtszeit währte nur bis zum 29. Oktober 1696. Danach erhielt Joseph Blake das Gouverneursamt zurück, das er in den folgenden Jahren bis zu seinem Tod am 7. September 1700 ausübte. Diese Zeit war von inneren Spannungen, auch religiöser Art, bestimmt. Dabei ging es unter anderem um den Indianerhandel und um die Gleichberechtigung der Hugenotten in der Kolonie. Auch das  englische Navigation Act aus dem Jahr 1696 war ein Streitthema. Der Gouverneur wurde zwischenzeitlich angefeindet und als korrupt dargestellt.  Außerdem wurde ihm Kooperation mit den Piraten nachgesagt. Ein entsprechender Bericht ging nach London. Dieser waren einer der Gründe für die 1710/12 erfolgte Aufteilung der Province of Carolina in zwei unabhängige Kolonien (North und South Carolina) und deren direkte Unterstellung unter die britische Krone. Das war aber lange nach Blakes Tod. Trotz der Anfeindungen behielt er sein Amt bis zu seinem Ableben.
John Blake war zwei Mal verheiratet. Seine erste Frau Deborah Morton war die Tochter des vormaligen Kolonialgouverneurs Joseph Morton, der seit 1697 Richter der Admiralität war. Seine zweite Frau war Elizabeth Axtell.